# Asger Hamerik
Asger Hamerik, właśc. Asger Hammerich (ur. 8 kwietnia 1843 we Frederiksbergu, zm. 13 lipca 1923 tamże) – duński kompozytor i dyrygent.

## Życiorys
Brat muzykologa Angula Hammericha (1848–1931). W latach 1859–1862 studiował w Kopenhadze u Gottfreda Matthisona-Hansena (teoria), Nielsa Gadego (kompozycja) i Ernsta Haberbiera (fortepian). Od 1862 do 1864 roku przebywał w Berlinie, kształcąc się u Hansa von Bülowa (fortepian, dyrygentura) i Richarda Wüersta (teoria). W 1864 roku wyjechał do Paryża, gdzie uczył się i przyjaźnił z Hectorem Berliozem. Po jego śmierci wyjechał w 1869 roku do Włoch. W latach 1871–1898 przebywał w Stanach Zjednoczonych, gdzie był dyrektorem konserwatorium przy Peabody Institute w Baltimore. Między 1898 a 1900 rokiem odbył tournée koncertowe po Niemczech, Austrii, Włoszech i Francji, następnie wrócił do Danii. Był członkiem zarządu Dansk Koncertforening i Samfundet til Udgivelse af Dansk Musik. Jego synem był Ebbe Hamerik.
Odznaczony Orderem Danebroga w stopniu kawalera (1890) oraz odznaką honorową (1913).

## Twórczość
Kompozycje Hamerika cechują się narodowym kolorytem, kompozytor sięgał do melodii i motywów ludowych. Tworzył głównie wielkie formy orkiestrowe i wokalno-instrumentalne. Pozostawał pod silnym wpływem Berlioza, objawiającym się zwłaszcza w stosowaniu zwiększonej obsady orkiestrowej.

## Ważniejsze kompozycje
(na podstawie materiałów źródłowych)

### Utwory orkiestrowe
- 8 symfonii (c-moll 1860 nie opublikowana, I F-dur „Poètique” 1880, II c-moll „Tragique” 1883, III E-dur „Lyrique” 1883, IV C-dur „Majestueuse” 1889, V g-moll „Sérieuse” 1891, VI G-dur „Spirituelle” na orkiestrę smyczkową 1873, symfonia na chór i orkiestrę „Korsymfoni” 1898, zrewid. 1901–1905)
- 5 Nordiske Suiter (I C-dur 1872, II g-moll 1873, III a-moll 1874, IV D-dur ok. 1875, V A-dur 1877)
- Jødisk trilogi (1868)
- Concert-Romance na skrzypce i orkiestrę (1879)
- Oper ohne Worte (ok. 1882)
- Folkevise med Variationer na orkiestrę smyczkową i harfę (1912)

### Utwory kameralne
- Kwintet fortepianowy c-moll (ok. 1860)

### Utwory na chór i orkiestrę
- Frihetshymne (1865)
- Hymne à la paix (1867)
- Kristelig trilogi (1883)
- Requiem (1887)

### Opery
- Tovelille (wyk. częściowo Paryż 1865)
- Hjalmar og Ingeborg, libretto Ludvig Josephson (ok. 1865)
- La vendetta, libretto kompozytora (wyk. Mediolan 1870)
- Den rejsende, libretto kompozytora (wyk. Wiedeń 1871)